# Федяково (Нижегородская область)
Федяко́во — село в Большеельнинском сельсовете Кстовского района Нижегородской области. Расположено у шоссе М7 (Москва — Казань) недалеко от восточной границы города Нижний Новгород.

## История
Близость к Нижнему Новгороду дважды сделала Федяково местом большого строительства. В начале 1980-х годов близ этого села было развёрнуто строительство Горьковской атомной станции теплоснабжения (ГАСТ). Хотя здание и было в основном закончено, станция никогда не была введена в эксплуатацию, а в 2020-х годах была снесена. А в 2006 г. рядом с селом открылся торговый центр МЕГА Нижний Новгород. Ранее он был соединён с Нагорной и Заречной частями Нижнего Новгорода бесплатными автобусами, сейчас бесплатный проезд отменён. Автобус в Кстово также платный.

## Население
| 2002 | 2010 |
| ---- | ---- |
| 528  | ↗554 |

## Памятники археологии и архитектуры
- Церковь Преображения Господня (Спасо-Преображенская), XIX век.
- Селище Федяково-1, XIII—XVIII вв. — в 1 км к северо-западу от села, на верхней площадке высокого обрывистого левого берега реки Рахмы.
- Селище Федяково-2, XVI—XVIII вв. — 1,4 км от церкви по азимуту 200, в верховьях большого оврага, устье которого выходит в болотистую пойму реки Рахмы.
- Селище Федяково-3, 2-я пол. I — начало II тыс. н. э. — в 0,5 км к северо-западу от села, на склоне левого коренного берега реки Рахмы, в 0,5 км к северо-востоку от селища Федяково-1.

## Галерея
- Вид на село с трассы М-7
- Спасо-Преображенская церковь
- Горьковская АСТ
- Торговый центр «Мега»

## Прочее
- На Нижегородском кладбище, расположенном недалеко от села, похоронена знаменитая дрессировщица Маргарита Назарова.